# Iodopleura fusca
Iodopleura fusca е вид птица от семейство Tityridae.

## Разпространение
Видът е разпространен в Бразилия, Венецуела, Гвиана, Суринам и Френска Гвиана.